# Резолюция 119 на Съвета за сигурност на ООН
Резолюция 119 на Съвета за сигурност на ООН е приета с мнозинство от членовете на Съвета за сигурност на 31 октомври 1956 г. по повод Суецката криза.
Резолюция 119 е проект на Югославия, с който се изказва съгласие, че в резултат на действията срещу Египет се е породила обезпокоителна ситуация, и се признава, че липсата на единомислие между постоянните му членове по време на 749-о и 750-о заседание на Съвета го възпрепятства да изпълни своята основна задача да поддържа международния мир и безопасност. Поради това с Резолюция 119 Съветът за сигурност свиква извънредна сесия на Общото събрание, което да направи съответните рекомендации.
Резолюция 119 е приета с мнозинство от 9 гласа „за“ срещу 2 „против“ от страна на Обединеното кралство и Франция и 2 „въздържали се“ - Австралия и Белгия.